# Língua oko
A língua ogori ou ogori/magongo, conhecida pelo povo ogori como oko e pelo povo magongo como osanyen, é uma língua ativa falada por esses dois povos na região centro-norte da Nigéria. Possui cerca de 32730 falantes, e pertence à família linguística volta-níger.

## Distribuição
Os falantes conhecidos se encontram ou no povo Magongo ou no Ogori. Os Magongo possuem (segundo o censo de 1991 feito pelo Governo Federal da Nigéria) 4241 homens e 4912 mulheres falantes; os Ogori possuem 11258 homens e 12319 mulheres falantes.
Há discussão com relação a quantos dialetos de oko existem. Alguns autores consideram que existem três dialetos: oko, osanyen e eni, mas outros  consideram que não há evidência linguística para considerar eni um dialeto de oko; enquanto que oko e osanyen são a mesma língua a não ser por pequenas diferenças fonéticas.

## Fonologia

### Vogais
Tabela de vogais:
|             | Anterior | Central | Posterior |
| ----------- | -------- | ------- | --------- |
| Fechada     | i        |         | u         |
| Semifechada | e        |         | o         |
| Média       |          |         |           |
| Semiaberta  | ɛ        |         | ɔ         |
| Aberta      | a        |         |           |

Além disso, cada vogal tem uma variante alofônica nasalizada.

### Consoantes
Tabela de consoantes:
|             | Bilabial | Labiodental | Alveolar | Alvéolo-palatal | Palatal | Velar | Velar labializada | Glotal |
| ----------- | -------- | ----------- | -------- | --------------- | ------- | ----- | ----------------- | ------ |
| Nasal       | m        |             | n        |                 |         |       |                   |        |
| Plosiva     | p b      |             | t d      |                 |         | k ɡ   | k͡p ɡ͡b             |        |
| Fricativa   |          | f v         | s        |                 |         |       |                   | h      |
| Africada    |          |             |          | t͡ʃ d͡ʒ           |         |       |                   |        |
| Vibrante    |          |             | r        |                 |         |       |                   |        |
| Aproximante |          |             | l        |                 | j       |       | w                 |        |

### Tons
A língua possui distinção de tons, que podem exercer funções lexicais e gramaticais. Há três tipos de tons: alto[ ´ ], médio [ ] e baixo [ ` ]. As funções lexicais assumidas pelos tons são naturalmente advindas de sua capacidade de distinguir palavras com fones idênticos.
Em oko não há, segundo a definição precisa, tons gramaticais. Porém, ocorre o fenômeno de tons gramaticais aparentes, onde a elisão de vogais afeta marcadores que consistem de uma só vogal.

## Ortografia
Não há uma ortografia em funcionamento em oko, mas Atoyebi propôs uma em sua obra sobre a língua.

## Gramática

### Pronomes

#### Pessoais
São divididos em dois tipos: formas independentes e formas restritas. O primeiro tipo possui esse nome por não estar foneticamente nem morfossintaticamente ligado a nenhum outro elemento na frase, enquanto que o segundo é nomeado dessa forma por ser ligado a raízes de substantivos, marcadores similares a preposições e elementos verbais de tempo e modo.

#### Possessivos
São sempre formas restritas e vêm em prefixação com o possuído.

### Palavras Qualitativas
São correspondentes ao que outras línguas chamam de adjetivos em significado, mas não levam esse nome devido a suas características.

### Sentença
O principal tipo de sentença em oko, a frase de substantivo, possui certas propriedades que são importantes de serem citadas.

#### Modificadores adnominais
São palavras ou frases que modificam um substantivo dentro de uma frase. A maioria destes vem logo após o substantivo, com exceção dos possessores adnominais, que vêm logo antes. Exemplos destes são os artigos e palavras qualitativas.

#### Artigos
São em geral opcionais, mas em certos contextos (envolvendo substantivos próprios), são necessários para eliminar a ambiguidade com relação a um substantivo ser próprio ou não.

#### Palavras qualitativas
Sempre seguem o substantivo imediatamente antes de qualquer outro modificador deste.